# Suimanga violaci
El suimanga violaci (Anthreptes longuemarei) és un ocell de la família dels nectarínids (Nectariniidae).

## Hàbitat i distribució
Habita boscos clars i sabanes de l'Àfrica subsahariana, al Senegal, Gàmbia, sud de Mali, Burkina Faso, Guinea Bissau, Guinea, Sierra Leone, Costa d'Ivori, Ghana, Togo, Benín, sud de Níger, Nigèria, Camerun, el Gabon, República del Congo, República Centreafricana, sud de Txad, sud del Sudan, Sudan del Sud, Burundi, Uganda, est de la República Democràtica del Congo, sud-oest i sud-est de Tanzània i cap al sud fins al sud-oest i est d'Angola, Zàmbia, est de Zimbabwe, Malawi i centre i nord-est de Moçambic.